# Adolfo Alsina
Adolfo Alsina Maza (ur. 4 stycznia 1829 w Buenos Aires, zm. 29 grudnia 1877 w Carhué, prowincja Buenos Aires) – argentyński prawnik i polityk, zwolennik unitaryzmu, jeden z założycieli Partii Autonomicznej i Partii Narodowo-Autonomicznej, 4. wiceprezydent Argentyny i 30. gubernator prowincji Buenos Aires.

## Życiorys
Adolfo Alsina urodził się w Buenos Aires. Jego ojcem był polityk Partii Unitarystów Valentín Alsina a matką Antonia Maza (córka Manuela Vicente Mazy). W 1835 r. przeprowadził się z rodziną do Montevideo, gdy po raz drugi gubernatorem Buenos Aires został Juan Manuel de Rosas. Tam rozpoczął studia prawnicze. Po bitwie pod Caseros jego rodzina powróciła do Argentyny, a jego ojciec został ministrem w rządzie prezydenta Vicente Lópeza y Planes.
Adolfo Alsina ukończył studia prawnicze i wstąpił do Armii Unitarystów walczącej w wojnie domowej pomiędzy separatystyczną prowincją Buenos Aires i Konfederacją Argentyńską. W 1860 r. po bitwie pod Cepeda i zawarciu paktu z San José de Flores był członkiem komisji odpowiedzialnej za reformę konstytucji z 1853 r.
W 1862 r. został wybranym do Izby Deputowanych. Gdy pod wpływem prezydenta Bartolomé Mitre kongres rozpoczął dyskusję nad projektem federalistycznym Alsina sprzeciwił się i doprowadził do jego odrzucenia oraz rozłamu w Partii Unitarystów. Stworzył nową Partię Autonomiczną.
W 1866 r. został wybrany na gubernatora prowincji Buenos Aires. W 1868 r. rozważał start w wyborach prezydenckich, jednak wycofał się, gdy stwierdził, że nie ma poparcia większości prowincji. Prezydentem został Domingo Faustino Sarmiento, który ustanowił Adolfo Alsinę wiceprezydentem. Po zakończeniu okresu prezydentury Sarimento, w 1874 r. Adolfo Alsina dołączył do Nicolása Avellanedy tworząc z nim Partię Narodowo-Autonomiczną, z ramienia której Avellanda został prezydentem. Adolfo Alsina został przez niego mianowany Ministrem Wojny i Marynarki Wojennej.
Pod koniec roku 1875 rdzenni mieszkańcy Patagonii i Pampy, głównie Mapuche rozpoczęli zorganizowane ataki na pogranicze, co związane było z ekspansją terytorialną Argentyny. W pierwszym etapie Podboju Pustyni Adolfo Alsina rozpoczął budowę głębokiego na dwa metry i szerokiego na trzy metry rowu nazwanego znaja de Alsina, który miał zapobiegać swobodnemu przemieszczaniu się koni i kradzionego bydła. Na rozkaz Alsiny rozpoczęto również budowę fortów, które zostały połączone linią telegraficzną.
Chcąc bliżej zapoznać się z problemem tubylców, zdecydował się na osobiste zbadanie sprawy. Podczas pobytu w położonym wśród pampy miasteczku Carhué zachorował i zmarł na skutek niewydolności nerek.